# Pangafer
Pangafer (Pterogymnus laniarius) – gatunek morskiej ryby okoniokształtnej z rodziny prażmowatych (Sparidae). Jedyny przedstawiciel rodzaju Pterogymnus. W kilku językach (m.in. angielskim, niderlandzkim, portugalskim i słoweńskim) jest określany nazwą panga. 

## Występowanie
Zasiedla wody południowo-wschodniego Atlantyku i południowo-zachodniego Oceanu Indyjskiego wokół wybrzeży Namibii, RPA i Mozambiku na głębokości do 150 m. 

## Opis
Dorasta do 45 cm długości.